# قائمة الأفلام السورية في الترشيحات الأولية لجائزة الأوسكار لأفضل فلم أجنبي
قدمت سوريا فيلماً لجائزة الأوسكار لأفضل فيلم روائي دولي لأول مرة في عام 2017. تُمنح هذه الجائزة سنوياً من قبل أكاديمية فنون وعلوم الصور المتحركة الأمريكية إلى الفيلم السينمائي الطويل الذي يتم إنتاجه خارج الولايات المتحدة ويحتوي بشكل أساسي على حوار غير إنجليزي. لم يتم إنشاء هذه الجائزة حتى حفل توزيع جوائز الأوسكار عام 1956، حيث تم إنشاء جائزة الأوسكار التنافسية للأستحقاق، والمعروفة بأسم جائزة أفضل فيلم بلغة أجنبية، للأفلام غير الناطقة باللغة الإنجليزية، ويتم منحها سنوياً منذ ذلك الحين.

## الأفلام المقترحة
منذ عام 1956، دعت أكاديمية فنون وعلوم الصور المتحركة صُنّاع الأفلام في مختلف البلدان لتقديم أفضل فيلم لجائزة الأوسكار لأفضل فيلم بلغة أجنبية. تُشرف لجنة جائزة الأوسكار لأفضل فيلم بلغة أجنبية على العملية وتراجع جميع الأفلام المقدمة. بعد ذلك، يُقام التصويت عبر الاقتراع السري لتحديد المرشحين الخمسة للجائزة. فيما يلي قائمة بالأفلام التي قدمتها سوريا لمراجعتها من قبل الأكاديمية للحصول على الجائزة حسب السنة وحفل توزيع جوائز الأوسكار المعني.
| السنة (حفل التوزيع)  | عنوان الفيلم في الترشيح | اللغة   | المخرج   | النتيجة  |
| -------------------- | ----------------------- | ------- | -------- | -------- |
| 2017 (الحفل التسعون) | غاندي الصغير            | العربية | سام كادي | لم يترشح |

## وصلات خارجية
- قاعدة بيانات جوائز الأكاديمية الرسمي
- قاعدة بيانات الاعتمادات السينمائية
- صفحة جوائز الأكاديمية في قاعدة بيانات الأفلام على الإنترنت